# Rolf Sørensen
Rolf Sørensen es un exciclista profesional danés. Nació en Copenhague el 20 de abril de 1965. Fue profesional entre 1986 y 2002 ininterrumpidamente.
Era un gran especialista en la Tirreno-Adriático, prueba que consiguió vencer en dos ocasiones y donde se impuso en muchas etapas. Sus grandes logros como profesional fueron la Lieja-Bastoña-Lieja de 1993, la medalla de plata en la prueba de ruta de los Juegos Olímpicos de Atlanta 1996, por detrás del suizo Pascal Richard, así como etapas en el Tour y Giro.

## Dopaje
En una nota de prensa publicada en 2013, Sørensen reconoció haberse dopado durante los años 1990: «He usado EPO periódicamente en los años 90. He usado también en algunos casos cortisona. Mi única excusa es que en su momento hice lo que sentí que tenía que hacer para poder mantenerme al mismo nivel que el resto de corredores». Durante esos años fue tratado por el doctor Francesco Conconi.

## Palmarés
| 1986 - Campeonato de Dinamarca en Ruta 1987 - Tirreno-Adriático, más 1 etapa - G.P. Pino Cerami 1988 - 1 etapa de la Settimana Siciliana - 1 etapa de la Vuelta a Dinamarca - Gran Premio Ciudad de Camaiore - 1 etapa de la Schwanenbrau Cup 1989 - Coppa Bernocchi - 3º en la Copa del Mundo - Trofeo Pantalica - Vuelta al Etna - Omloop van de Vlasstreek 1990 - Settimana Ciclistica Internazionale, más 1 etapa - París-Tours - Trofeo Laigueglia 1991 - 3º en la Copa del Mundo - 1 etapa de la Vuelta a Suiza 1992 - Tirreno-Adriático, más 1 etapa - París-Bruselas - 1 etapa de la Hofbrau Cup 1993 - Coppa Bernocchi - Lieja-Bastoña-Lieja - 2 etapas de la Vuelta al País Vasco - 1 etapa de la Tirreno-Adriático - 1 etapa de la Vuelta a Suiza - 1 etapa de los Tres Días de La Panne - 3 etapas del Tour de Romandía - Milán-Turín - Gran Premio de Frankfurt | 1994 - París-Bruselas - 1 etapa del Tour de Francia - Trofeo Matteotti - Trofeo Laigueglia 1995 - 1 etapa del Tour de Luxemburgo - 1 etapa de la Vuelta al País Vasco - 1 etapa del Giro de Italia - 1 etapa de la Hofbrau Cup 1996 - Vuelta a los Países Bajos, más 1 etapa - 1 etapa de la Tirreno-Adriático - 2.º en los Juegos Olímpicos en Ruta - 1 etapa de la Vuelta a Dinamarca - 1 etapa del Tour de Francia - Kuurne-Bruselas-Kuurne 1997 - 1 etapa de la Tirreno-Adriático - 3.º en el Campeonato de Dinamarca en Ruta - Tour de Flandes - 2º en la Copa del Mundo 1998 - Vuelta a los Países Bajos - 1 etapa de la Tirreno-Adriático 1999 - 1 etapa del Regio-Tour - 1 etapa de la Vuelta a Dinamarca 2000 - Vuelta a Dinamarca - 3.º en el Campeonato de Dinamarca en Ruta |

## Resultados
Durante su carrera deportiva ha conseguido los siguientes puestos en Grandes Vueltas y carreras de un día.

### Grandes Vueltas
| Carrera | Carrera         | 1985 | 1986 | 1987 | 1988 | 1989 | 1990 | 1991 | 1992 | 1993 | 1994 | 1995 | 1996 | 1997 | 1998 | 1999 | 2000 | 2001  | 2002  |
| ------- | --------------- | ---- | ---- | ---- | ---- | ---- | ---- | ---- | ---- | ---- | ---- | ---- | ---- | ---- | ---- | ---- | ---- | ----- | ----- |
|         | Giro de Italia  | —    | Ab.  | —    | 42.º | Ab.  | 76.º | Ab.  | —    | —    | 30.º | 61.º | —    | —    | —    | —    | —    | —     | 124.º |
|         | Tour de Francia | —    | —    | —    | —    | —    | —    | Ab.  | Ab.  | 70.º | 19.º | —    | 28.º | 68.º | —    | —    | —    | 141.º | —     |
|         | Vuelta a España | —    | —    | —    | —    | —    | —    | —    | —    | —    | —    | —    | —    | —    | 59.º | Ab.  | —    | —     | —     |

### Clásicas, Campeonatos y JJ. OO.
| Carrera                | Carrera                | 1985 | 1986 | 1987 | 1988 | 1989 | 1990 | 1991 | 1992 | 1993 | 1994 | 1995 | 1996 | 1997 | 1998 | 1999 | 2000 | 2001 | 2002 |
| ---------------------- | ---------------------- | ---- | ---- | ---- | ---- | ---- | ---- | ---- | ---- | ---- | ---- | ---- | ---- | ---- | ---- | ---- | ---- | ---- | ---- |
| Omloop Het Nieuwsblad  | Omloop Het Nieuwsblad  | —    | —    | —    | —    | —    | —    | —    | —    | —    | —    | —    | 68.º | 53.º | 16.º | 23.º | 56.º | 18.º | 12.º |
| Kuurne-Bruselas-Kuurne | Kuurne-Bruselas-Kuurne | —    | —    | —    | —    | —    | —    | —    | —    | —    | —    | —    | 1.º  | 4.º  | 39.º | 7.º  | 64.º | —    | 79.º |
|                        | Milán-San Remo         | —    | 9.º  | 10.º | 27.º | 20.º | 14.º | 2.º  | 10.º | 5.º  | 13.º | 16.º | 45.º | 8.º  | —    | 25.º | 8.º  | 10.º | —    |
| A Través de Flandes    | A Través de Flandes    | —    | —    | —    | —    | —    | —    | —    | —    | —    | —    | —    | —    | —    | —    | —    | —    | —    | 76.º |
| E3 Harelbeke           | E3 Harelbeke           | —    | —    | —    | —    | —    | —    | —    | 31.º | 35.º | —    | 8.º  | —    | —    | —    | —    | —    | —    | —    |
| Gante-Wevelgem         | Gante-Wevelgem         | —    | —    | 16.º | —    | 3.º  | 70.º | 31.º | —    | —    | —    | —    | —    | —    | 17.º | 17.º | —    | —    | Ab.  |
|                        | Tour de Flandes        | —    | —    | 65.º | 34.º | 4.º  | —    | 3.º  | 83.º | 15.º | —    | 22.º | 9.º  | 1.º  | 20.º | 16.º | 14.º | 4.º  | 6.º  |
| Scheldeprijs           | Scheldeprijs           | —    | —    | —    | —    | —    | 12.º | —    | —    | —    | —    | 78.º | —    | —    | —    | —    | —    | —    | —    |
|                        | París-Roubaix          | —    | —    | —    | —    | —    | 53.º | 51.º | —    | —    | —    | —    | —    | 6.º  | 6.º  | 15.º | 41.º | 10.º | —    |
| Flecha Brabanzona      | Flecha Brabanzona      | —    | —    | —    | —    | —    | —    | —    | —    | —    | —    | 38.º | 9.º  | 59.º | 41.º | 20.º | 3.º  | 21.º | 11.º |
| Amstel Gold Race       | Amstel Gold Race       | —    | —    | —    | —    | 50.º | —    | 15.º | 58.º | 15.º | —    | 29.º | 11.º | 10.º | 37.º | 23.º | 57.º | Ab.  | 83.º |
| Flecha Valona          | Flecha Valona          | —    | —    | —    | 38.º | —    | 94.º | —    | 36.º | 6.º  | —    | —    | 48.º | —    | —    | —    | —    | —    | —    |
|                        | Lieja-Bastoña-Lieja    | —    | —    | —    | 8.º  | —    | 34.º | 3.º  | 46.º | 1.º  | —    | 8.º  | 9.º  | 18.º | 68.º | 26.º | —    | —    | —    |
| Clásica San Sebastián  | Clásica San Sebastián  | —    | —    | —    | —    | —    | —    | 80.º | —    | 54.º | 87.º | —    | —    | 6.º  | —    | —    | —    | —    | —    |
| Campeonato de Zúrich   | Campeonato de Zúrich   | —    | —    | 11.º | 2.º  | 4.º  | 6.º  | —    | —    | —    | 18.º | —    | 12.º | 3.º  | 58.º | 36.º | Ab.  | —    | —    |
| París-Tours            | París-Tours            | —    | —    | —    | 35.º | 4.º  | 1.º  | 5.º  | 60.º | 18.º | 62.º | —    | —    | —    | 57.º | —    | 8.º  | 44.º | —    |
|                        | Giro de Lombardía      | —    | —    | —    | —    | —    | 33.º | 5.º  | 5.º  | —    | —    | 4.º  | —    | —    | 25.º | 12.º | —    | Ab.  | —    |
| Mundial en Ruta        | Mundial en Ruta        | —    | 27.º | 8.º  | 17.º | 9.º  | Ab.  | Ab.  | 18.º | 35.º | 6.º  | 9.º  | —    | —    | 50.º | 13.º | 63.º | Ab.  | —    |
| Dinamarca en Ruta      | Dinamarca en Ruta      | —    | 1.º  | —    | —    | —    | —    | —    | —    | —    | —    | —    | —    | 3.º  | —    | —    | 3.º  | 5.º  | —    |

 —: No participa

Ab.: Abandona

X: Ediciones no celebradas